# نبرد ساتالا (۵۳۰)
نبرد ساتالا میان نیروهای امپراتوری بیزانس و شاهنشاهی ساسانی در تابستان ۵۳۰ در ساتالا در ارمنستان روم رخ داد. ارتش ایران برای محاصره به شهر نزدیک شد اما از عقب توسط یک نیروی کوچک بیزانسی مورد حمله قرار گرفت. ایرانیان به آن‌ها رو کردند اما سپس توسط ارتش اصلی از داخل شهر مورد حمله قرار گرفتند. حمله قاطعانه توسط یک واحد بیزانسی منجر به از بین رفتن پرچم ژنرال پارسی و عقب‌نشینی ایرانیان شد.